# Copa Súper 20
La Copa Súper 20 es una competencia oficial de clubes de baloncesto de Argentina disputada a modo de clasificación por los 20 equipos integrantes de la Liga Nacional de Básquet. Clasifican a la final four los cuatro equipos mejores ubicados en la tabla de la Liga Nacional al finalizar la primera rueda de la misma. Es organizado por la Asociación de Clubes.
El ganador participa de la disputa de la Supercopa de La Liga contra el campeón de la Liga Nacional.
El actual campeón es Boca Juniors de Buenos Aires tras derrotar por 71:65 a Instituto de Córdoba el 4 de marzo de 2025, logrando su primer título oficial en la competencia.

## Formato de competencia y reglamentaciones

### Reglamentaciones
- Cada partido dura cuarenta minutos divididos en cuatro cuartos de diez minutos cada uno.
- Cada equipo puede solicitar 2 tiempos muertos en la primera mitad del partido y 3 en la segunda mitad del partido.
- Entre el primer y segundo cuarto y entre el tercer y cuarto hay dos (2) minutos de descanso, entre el segundo cuarto y el tercer cuarto hay quince (15) minutos de descanso.
- En caso de igualdad al finalizar los cuatro cuartos se dispone de cuantos tiempos extras sean necesarios para desempatar la serie.

### Formato de competencia
Etapa clasificatoria: La disputan los 20 equipos participantes de la Liga Nacional de Básquet. Clasifican a la final four los cuatro equipos mejores ubicados en la tabla al finalizar la primera vuelta. 
Final four: Disputado en sede única y a partido único, los cuatro mejores ubicados se emparejan y juegan primero semifinales y luego la posterior final. El ganador de la final se proclama campeón.

### Clasificación a competencias internacionales
El torneo reparte una plaza al club campeón para disputar la Liga Sudamericana de Clubes.

## Ediciones
| Ed. | Temporada     | Campeón       | Res.  | Subcampeón       | Sede                | Estadio            | Entrenador campeón | MVP de la final               |
| --- | ------------- | ------------- | ----- | ---------------- | ------------------- | ------------------ | ------------------ | ----------------------------- |
| I   | 2023 Detalles | Gimnasia (CR) | 85-79 | Obras Sanitarias | Buenos Aires        | El Templo del Rock | Martín Villagrán   | Yoanki Mencia (Gimnasia (CR)) |
| II  | 2024 Detalles | Quimsa        | 97-80 | Olimpico         | Santiago del Estero | Vicente Rosales    | Leandro Ramella    | Tayavek Gallizzi (Quimsa)     |
| III | 2025 Detalles | Boca Juniors  | 71-65 | Instituto        | Rosario             | Salvador Bonilla   | Gonzalo Pérez      | Marcos Delía (Boca Juniors)   |

## Palmarés
| Equipo           | Campeón | Subcampeón | Temporadas campeón | Temporadas subcampeón |
| ---------------- | ------- | ---------- | ------------------ | --------------------- |
| Gimnasia (CR)    | 1       |            | 2023               |                       |
| Quimsa           | 1       |            | 2024               |                       |
| Boca Juniors     | 1       |            | 2025               |                       |
| Obras Sanitarias |         | 1          |                    | 2023                  |
| Olímpico         |         | 1          |                    | 2024                  |
| Instituto        |         | 1          |                    | 2025                  |